# Brutlacht
Brutlacht (nd. brutlacht, -lichte, -loft, bruloff, neben mhd. brutloft, briutelouf, „Brautlauf“) ist eine alte norddeutsche Bezeichnung für einen Teil der Hochzeitsfeier. Er bezeichnete die Feierlichkeiten nach der eigentlichen Hochzeit und damit ein teilweise tagelanges Besäufnis. Die vorhergehende Prozedur, die die kirchliche Zeremonie, den Einzug in die Kirche und das Gelöbnis umfasst, wurde als Upslag bezeichnet.
Das Wort wird teilweise auch direkt mit Hochzeit und Hochzeitsbrauch übersetzt.
Brutslacht ist außerdem ein Familienname.